# Libbra forza
La libbra forza (simbolo lb, lbf, o lbf) è un'unità di misura ingegneristica adottata comunemente per misurare una forza.
Essa corrisponde alla forza peso che agisce su una massa di una libbra sulla superficie terrestre alla latitudine di 45° e al livello del mare. È pari a circa 4,448222 newton.
La libbra forza è stata spesso utilizzata ed è ancora in uso (ad esempio, per misurare la spinta di un motore a razzo o di un motore a getto) sin dagli anni quaranta nei paesi di lingua inglese, come il Regno Unito, gli Stati Uniti d'America e il Canada.
|       | newton (unità SI) | dyne          | chilogrammo forza   | libbra forza        | poundal             |
| ----- | ----------------- | ------------- | ------------------- | ------------------- | ------------------- |
| 1 N   | ≡ 1 kg·m/s²       | = 105 dyn     | ≈ 0,10197 kgf       | ≈ 0,22481 lbf       | ≈ 7,2330 pdl        |
| 1 dyn | = 10−5 N          | ≡ 1 g·cm/s²   | ≈ 1,0197 × 10−6 kgf | ≈ 2,2481 × 10−6 lbf | ≈ 7,2330 × 10−5 pdl |
| 1 kgf | = 9,80665 N       | = 980 665 dyn | ≡ g · (1 kg)        | ≈ 2,2046 lbf        | ≈ 70,932 pdl        |
| 1 lbf | ≈ 4,448222 N      | ≈ 444 822 dyn | ≈ 0,45359 kp        | ≡ g · (1 lb)        | ≈ 32,174 pdl        |
| 1 pdl | ≈ 0,138255 N      | ≈ 13 825 dyn  | ≈ 0,014098 kp       | ≈ 0,031081 lbf      | ≡ 1 lb·ft/s²        |